# 알폰소 존슨
알폰소 존슨(영어: Alphonso Johnson, 1951년 2월 2일 ~ )은 1970년대 초부터 활동한 미국의 재즈 베이시스트이다. 존슨은 1973년부터 1975년까지 재즈 퓨전 그룹 웨더 리포트의 멤버였으며 산타나, 필 콜린스, 그레이트풀 데드, 스티브 키모크, 쳇 베이커를 포함한 수많은 유명한 록 및 재즈 공연과 녹음을 했다.

## 생애
미국 펜실베이니아주 필라델피아에서 태어난 존슨은 콘트라베이스 연주자로 시작했지만, 10대 후반에 일렉트릭 베이스로 전향했다. 1970년대 초에 그의 경력을 시작한 존슨은 일렉트릭 베이스에서 혁신과 유동성을 보여주었다. 그는 웨더 리포트와 함께 일을 시작하기 전에 몇몇 재즈 음악가들과 세션을 진행했고, 공동 창립 멤버인 미로슬라브 비토우스를 대신했다. 존슨은 웨더 리포트의 음반 《Mysterious Traveler》로 데뷔했다. 그는 드러머 빌리 코범과 함께 일하기 위해 밴드를 떠나기 전에 웨더 리포트의 두 음반 《Tale Spinnin'》 (1975년)과 《Black Market》 (1976년)에 더 참여했다. 1976년부터 1977년까지 에픽 레코드에서 밴드 리더로 세 장의 솔로 음반을 녹음했다.
존슨은 채프먼 스틱을 대중에게 소개한 최초의 음악가들 중 한 명이었다. 1977년, 그는 기타리스트 스티브 해킷을 대신할 사람을 찾고 있던 제네시스와 함께 리허설을 했다. 기타리스트라기보다는 베이시스트에 가까웠던 존슨은 대신 친구였던 전 스위트보텀 기타리스트이자 동료 세션 음악가 대럴 스터머를 추천했는데, 대럴 스터머는 2022년 마지막 콘서트까지 제네시스 투어 밴드의 멤버로 남을 것이다.
존슨은 1981년 필 콜린스의 첫 번째 솔로 음반인 《Face Value》의 두 베이시스트 중 한 명이었다.

## 음반 목록

### 웨더 리포트
- Mysterious Traveller (1974년)
- Tale Spinnin' (1975년)
- Black Market (1976년)

### 산타나
- Beyond Appearances (1985년)
- Freedom (1987년)
- Spirits Dancing in the Flesh (1990년)